# Platyrhopalopsis
Platyrhopalopsis is een geslacht van kevers uit de familie van de loopkevers (Carabidae). De wetenschappelijke naam van het geslacht is voor het eerst geldig gepubliceerd in 1905 door Desneux.

## Soorten
Het geslacht Platyrhopalopsis omvat de volgende soorten:
- Platyrhopalopsis badgleyi Fowler, 1912
- Platyrhopalopsis meleii (Westwood, 1833)
- Platyrhopalopsis picteti (Westwood, 1874)